# Prowincja Wschodnia (Demokratyczna Republika Konga)

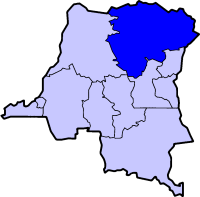
Prowincja Wschodnia na mapie kraju

Prowincja Wschodnia (fr. Province Orientale, lingala: Etúká ya Monyεlε, znana też jako Górny Zair, fr. Haut-Zaïre lub Górne Kongo, fr. Haut-Congo) – dawna prowincja w Demokratycznej Republice Konga (w latach 1971-1997 znanej jako Zair) o powierzchni 503.239 km², zamieszkana w 1998 roku przez 5,57 mln osób. Stolicą było miasto Mbandaka. Na mocy konstytucji z 2006 roku Prowincja Wschodnia ma zostać podzielona na cztery mniejsze prowincje: Ituri, Górne Uele, Tshopo i Dolne Uele.